# سپاه کوهستان نروژ
سپاه کوهستان نروژ (آلمانی: Gebirgskorps Norwegen) یک واحد ارتش آلمان نازی در طول جنگ جهانی دوم در نروژ و فنلاند بود.